# Mathieu Cidre
Mathieu Cidre (Saint-Chinian, 13 de marzo de 1981) es un exjugador y entrenador francés de rugby de ascendencia española que se desempeñaba como talonador, fue internacional absoluto con la selección de rugby de España. 

## Trayectoria
Durante su carrera jugó en el AS Béziers, SC Graulhet, Blagnac SCR, RC Massy Essonne y, por último, en el US Carcassonne.
Cuando finalizó su carrera como jugador regresó al US Carcassonne para dirigir la cantera, convirtiéndose en el entrenador del equipo Espoir de la Union Sportive Carcassonnaise XV. En marzo de 2016, se convirtió en el entrenador de delanteros del primer equipo de la Pro D2.
Se incorporó al Rugby Club Vannes como entrenador de delanteros para la temporada 2023-2024.
En 2025, fue contratado como entrenador de delanteros del USA Perpignan.